# Thüringer Sportverein Eisenach
O ThSV Eisenach (oficialmente: Eisenach Sports Club eV ) é um clube desportivo de Eisenach na Alemanha. Seu principal destaque é a equipe de handebol que atualmente disputa o  Campeonato Alemão de Handebol.

## Elenco 2013/2014
Lista Atualizada em 2013.
| Nacionalidade | Nr. | Nome                  |
| Chéquia       | 1   | Radek Musil           |
| Alemanha      | 12  | Stanislaw Gorobtschuk |
| Alemanha      | 22  | Alexander Schiffner   |
| Alemanha      | 9   | Daniel Luther         |
| Polónia       | 13  | Eryk Kałuziński       |
| Chéquia       | 5   | Tomáš Sklenák         |
| Alemanha      | 69  | Philipp Lindner       |
| Islândia      | 8   | Hannes Jón Jónsson    |
| Croácia       | 10  | Duje Miljak           |
| Letônia       | 33  | Ģirts Lilienfelds     |
| Alemanha      | 6   | Adrian Wöhler         |
| Alemanha      | 27  | Nick Heinemann        |
| Alemanha      | 3   | Benjamin Trautvetter  |
| Croácia       | 34  | Branimir Koloper      |
| Alemanha      | 11  | Christopher Stölzner  |
| Alemanha      | 16  | Adrian Winkler        |
| Dinamarca     | 19  | Nicolai Hansen        |
| Alemanha      | 21  | Konstantin Singwald   |
| Alemanha      | 23  | Tom Winner            |
| Alemanha      |     | Tim Notnagel          |
| Alemanha      | 11  | Till Bitterlich       |
| Alemanha      | 19  | Konstantin König      |
| Países Baixos | 21  | Roel Adams            |
| ------------- | --- | --------------------- |